# Poincaré-Lemma
Das Poincaré-Lemma ist ein Satz aus der Mathematik und wurde nach dem französischen Mathematiker Henri Poincaré benannt.

## Exakte und geschlossene Differentialformen
- Eine Differentialform {\displaystyle \omega } vom Grad {\displaystyle k} heißt geschlossen, falls {\displaystyle \mathrm {d} \omega =0} gilt. Dabei bezeichnet {\displaystyle \mathrm {d} } die äußere Ableitung.
- Eine Differentialform {\displaystyle \omega } vom Grad {\displaystyle k} heißt exakt, falls es eine {\displaystyle (k-1)}-Differentialform {\displaystyle \nu } gibt, so dass {\displaystyle \omega =\mathrm {d} \nu } gilt. Die Form {\displaystyle \nu } nennt man eine Potentialform von {\displaystyle \omega .}

Die Potentialform ist nicht eindeutig bestimmt, sondern nur "bis auf Umeichung" (siehe unten).
Wegen {\displaystyle \mathrm {d} \circ \mathrm {d} \equiv 0} ist jede exakte Differentialform auch geschlossen. Das Poincaré-Lemma gibt Voraussetzungen an, unter denen auch die umgekehrte Aussage gilt. Beim Beweis ergibt sich darüber hinaus eine Verallgemeinerung des Lemmas:  Von jeder Differentialform lässt sich „per Konstruktion“ ein exakter Anteil abspalten.

## Aussage
Das Poincaré-Lemma besagt, dass jede auf einer sternförmigen offenen Menge {\displaystyle U\subseteq \mathbb {R} ^{d}} definierte geschlossene Differentialform exakt ist.
Die Aussage lässt sich abstrakter auch so formulieren: Für eine sternförmige offene Menge {\displaystyle U\subseteq \mathbb {R} ^{d}} verschwindet die {\displaystyle k}-te De-Rham-Kohomologie für alle {\displaystyle k>0}:
{\displaystyle \mathrm {H} _{\mathrm {dR} }^{k}(U)=0}
Im dreidimensionalen Spezialfall besagt das Poincaré-Lemma, in die Sprache der Vektoranalysis überführt, dass ein auf einem einfach-zusammenhängenden Gebiet definiertes wirbelfreies Vektorfeld als Gradient eines Potentialfeldes {\displaystyle \Phi (\mathbf {r} )} ({\displaystyle k=1}), ein quellfreies Vektorfeld auf einem konvexen Gebiet durch Rotation eines Vektorpotentials {\displaystyle {\vec {A}}(\mathbf {r} ,t)} ({\displaystyle k=2}), und eine skalare Felddichte („Quellendichte“) als Divergenz eines Vektorfeldes ({\displaystyle k=3}) dargestellt werden können.

## Beweis (konstruktiv)
Sei {\displaystyle x_{0}\in U}  der Punkt, um welchen herum {\displaystyle U\subset \mathbb {R} ^{n}} sternförmig ist. Das Poincaré-Lemma gibt explizit eine {\displaystyle (k-1)}-Form an, und zwar mit folgender Formel:
Einer beliebigen {\displaystyle k}-Form {\displaystyle \textstyle \omega ^{k}=\sum \omega _{I}{\rm {d}}x_{I}} lässt sich, Geschlossenheit nicht notwendig vorausgesetzt, eine  {\displaystyle (k-1)}-Form {\displaystyle P^{k-1}(\omega ^{k})} zuordnen, aus der sich bei Geschlossenheit die gesuchte Potentialform ergibt: Diese zugeordnete Form lässt sich durch folgende Abbildung definieren:
{\displaystyle P^{k-1}(\omega ^{k})(x)\,:=\,\sum _{i_{1}<\cdots <i_{k}}\sum _{\alpha =1}^{k}(-1)^{\alpha -1}{\Big (}\int _{0}^{1}t^{k-1}\omega _{i_{1}\cdots i_{k}}(x_{0}+tx)dt{\Big )}x^{i_{\alpha }}{\rm {d}}x^{i_{1}}\wedge \cdots \wedge {\widehat {{\rm {d}}x^{i_{\alpha }}}}\wedge \cdots \wedge {\rm {d}}x^{i_{k}}}.
(Das Dachsymbol in der {\displaystyle i_{\alpha }}-ten Spalte der rechten Seite bedeutet, dass das entsprechende Differential ausgelassen wird.)
Nun zeigt man direkt, dass  folgende Identität gilt: {\displaystyle \omega ^{k}\equiv \mathrm {P} ^{k}({\rm {d}}\omega ^{k})+{\rm {d}}{\mathrm {P} ^{k-1}(}\omega ^{k}\mathrm {)} \,,} was formal der Produktregel der Differentiation entspricht und die durch {\displaystyle \omega ^{k}} repräsentierten Eigenschaften in zwei Anteile zerlegt, von denen der zweite die gesuchte Eigenschaft besitzt.
Wegen der Voraussetzung {\displaystyle {\rm {d}}\omega ^{k}\equiv 0} und  wegen {\displaystyle \mathrm {d} \circ \mathrm {d} =0} ergibt sich zunächst {\displaystyle 0\equiv {\mathrm {d} }P^{k}({\mathrm {d} {\omega }^{k}}\to 0).}  Dies  gilt ohne Einschränkung der Allgemeinheit auch ohne das vorderste {\displaystyle \mathrm {d} } der rechten Seite, und zwar deshalb, weil  durch die Forderung {\displaystyle \mathrm {d} \omega ^{k}\to 0} die Form {\displaystyle \mathrm {d} P^{k}} nur am Nullpunkt betrachtet wird, sodass wie beim Totalen Differential einer Funktion aus {\displaystyle \mathrm {d} P^{k}=0} bis auf sog. Eichtransformationen (siehe unten) auch {\displaystyle \mathrm {P} ^{k}=0} gefolgert werden kann.
Somit  bleibt nur der letzte Term der obigen Identität, und es folgt die gesuchte Aussage: {\displaystyle \omega ^{k}\equiv \mathrm {d} \eta ^{k-1},} mit {\displaystyle \eta ^{k-1}\,:=\,\mathrm {P} ^{k-1}(\omega ^{k})\,.}
Die angegebene Identität verallgemeinert zugleich das Poincarésche Lemma durch Zerlegung einer beliebigen Differentialform {\displaystyle \omega } in einen nicht-exakten („anholonomen“) und einen exakten („holonomen“)  Anteil (die eingeklammerten Bezeichnungen entsprechen den sog. Zwangskräften in der analytischen Mechanik). Es entspricht zugleich der  Zerlegung eines beliebigen Vektorfeldes in einen Wirbel- und  einen Quellen-Anteil.
In der Sprache der homologischen Algebra ist {\displaystyle P} eine kontrahierende Homotopie, die z. B. auf den zentralen Punkt des hier betrachteten sternförmigen Gebietes kontrahiert.

## Umeichung
Das so definierte {\displaystyle \eta ^{k-1}} ist nicht die einzige {\displaystyle (k-1)}-Form, deren äußeres Differential {\displaystyle {\omega }^{k}} ist. Alle anderen unterscheiden sich aber höchstens um das Differential einer {\displaystyle (k-2)}-Form voneinander: Sind {\displaystyle \eta _{2}^{k-1}} und {\displaystyle \eta _{1}^{k-1}} zwei solche {\displaystyle (k-1)}-Formen, so existiert eine {\displaystyle (k-2)}-Form {\displaystyle \xi ^{k-2}} derart, dass {\displaystyle \eta _{2}^{k-1}=\eta _{1}^{k-1}+\mathrm {d} \xi ^{k-2}} gilt.
Der Zusatz {\displaystyle +\,\mathrm {d} \xi ^{k-2}} wird auch  als Eichtransformation bzw. Umeichung von {\displaystyle \eta _{1}^{k-1}} bezeichnet.

## Anwendung in der Elektrodynamik
Aus der Elektrodynamik ist der Fall eines von einem stationären Strom erzeugten Magnetfeldes bekannt, mit dem sog. Vektorpotential {\displaystyle {\vec {A}}(\mathbf {r} )\,.} Dieser Fall entspricht {\displaystyle k=2}, wobei das sternförmige Gebiet der {\displaystyle \mathbb {R} ^{3}} ist. 
Der Vektor der Stromdichte ist {\displaystyle {\vec {j}}} und entspricht der Stromform {\displaystyle \mathbf {I} :=j_{1}(x,y,z){\rm {d}}x_{2}\wedge {\rm {d}}x_{3}+j_{2}(x,y,z){\rm {d}}x_{3}\wedge {\rm {d}}x_{1}+j_{3}(x,y,z){\rm {d}}x_{1}\wedge {\rm {d}}x_{2}\,.}
Für das Magnetfeld {\displaystyle {\vec {B}}} gilt Analoges: es entspricht der Magnetflussform {\displaystyle \Phi _{B}:=B_{1}{\rm {d}}x_{2}\wedge {\rm {d}}x_{3}+\dots } und lässt sich aus dem Vektorpotential ableiten: {\displaystyle \textstyle {\vec {B}}=\operatorname {rot} {\vec {A}}=\left({\tfrac {\partial A_{3}}{\partial x_{2}}}-{\tfrac {\partial A_{2}}{\partial x_{3}}},{\tfrac {\partial A_{1}}{\partial x_{3}}}-{\tfrac {\partial A_{3}}{\partial x_{1}}},{\tfrac {\partial A_{2}}{\partial x_{1}}}-{\tfrac {\partial A_{1}}{\partial x_{2}}}\right)^{t}}, oder {\displaystyle \Phi _{B}={\rm {d}}\mathbf {A} }. 
Dabei entspricht das Vektorpotential {\displaystyle {\vec {A}}} der Potentialform {\displaystyle \mathbf {A} :=A_{1}{\rm {d}}x_{1}+A_{2}{\rm {d}}x_{2}+A_{3}{\rm {d}}x_{3}\,.}
Die Geschlossenheit der Magnetflussform entspricht der Quellenfreiheit des Magnetfeldes {\displaystyle (\operatorname {div} {\vec {B}}\equiv 0\,).}
Unter Verwendung der Coulomb-Eichung {\displaystyle \operatorname {div} {\vec {A}}{\stackrel {!}{=}}0} bzw. passend zu {\displaystyle \operatorname {div} {\vec {j}}{\stackrel {!}{=}}0} gilt dann für i=1,2,3
{\displaystyle A_{i}({\vec {r}})=\int {\frac {\mu _{0}j_{i}({\vec {r}}^{\,'})\,\,dx_{1}'dx_{2}'dx_{3}'}{4\pi |{\vec {r}}-{\vec {r}}^{\,'}|}}\,,}
dabei ist {\displaystyle \mu _{0}} eine Naturkonstante, die sogenannte Magnetische Feldkonstante.
An dieser Gleichung ist u. a. bemerkenswert, dass sie vollständig einer bekannten Formel für das elektrische Feld {\displaystyle {\vec {E}}} entspricht, dem Coulombpotential {\displaystyle \,\phi (x_{1},x_{2},x_{3})} einer gegebenen Ladungsverteilung mit der Dichte {\displaystyle \rho (x_{1},x_{2},x_{3})}. Man
vermutet an dieser Stelle bereits, dass
- {\displaystyle {\vec {E}}} und {\displaystyle {\vec {B}}} bzw.
- {\displaystyle \rho } und {\displaystyle {\vec {j}}} sowie
- {\displaystyle \,\phi } und {\displaystyle {\vec {A}}}

zusammengefasst werden können und dass sich die relativistische Invarianz der Maxwellschen Elektrodynamik daraus ergibt, siehe dazu Elektrodynamik.
Wenn man die Bedingung der Stationarität aufgibt, muss auf der linken Seite der obigen Gleichung bei {\displaystyle A_{i}} zu den Raumkoordinaten das Zeitargument {\displaystyle t} hinzugefügt werden, während auf der rechten Seite in {\displaystyle j_{i}'} die sog. „retardierte Zeit“ {\displaystyle t':=t-{\tfrac {|{\vec {r}}-{\vec {r}}^{\,'}|}{c}}} zu ergänzen ist. Es wird dabei wie zuvor über die drei Raumkoordinaten {\displaystyle {\vec {r}}^{\,'}} integriert. Schließlich ist {\displaystyle c} die Lichtgeschwindigkeit im Vakuum.

## Anwendung in der Kontinuumsmechanik
In der Kontinuumsmechanik wird das Lemma auf Tensoren angewendet, was z. B. für die Aufstellung der Kompatibilitätsbedingungen gebraucht wird. Ausgangspunkt ist das Lemma in der Formulierung:
| {\displaystyle \operatorname {rot} {\vec {u}}={\hat {e}}_{k}\times {\frac {\partial {\vec {u}}}{\partial x_{k}}}={\vec {0}}\quad \rightarrow \quad \exists \varphi \colon {\vec {u}}=\operatorname {grad} \varphi } |  | (I) |
| {\displaystyle \operatorname {rot} {\vec {u}}={\hat {e}}_{k}\times {\frac {\partial {\vec {u}}}{\partial x_{k}}}={\vec {0}}\quad \rightarrow \quad \exists \varphi \colon {\vec {u}}=\operatorname {grad} \varphi } |  | (I) |

Der Operator „grad“ bildet den Gradient, die Vektoren {\displaystyle {\hat {e}}_{1,2,3}} sind die Standardbasis des kartesischen Koordinatensystems mit Koordinaten {\displaystyle x_{1,2,3}} und es wurde die einsteinsche Summenkonvention angewendet, der gemäß über in einem Produkt doppelt vorkommende Indizes, hier k, von eins bis drei zu summieren ist, was auch im Folgenden praktiziert werden soll.
Gegeben sei nun ein Tensorfeld {\displaystyle \mathbf {T} ={\hat {e}}_{i}\otimes {\vec {t}}_{i}}, dessen Zeilenvektoren {\displaystyle {\vec {t}}_{1,2,3}} mit dem dyadischen Produkt „⊗“ zum Tensor zusammengefügt werden. Jeder Tensor zweiter Stufe kann in dieser Form dargestellt werden. Die Rotation des Tensors verschwinde
{\displaystyle {\begin{aligned}\operatorname {rot} (\mathbf {T} ):=\nabla \times (\mathbf {T} ^{\top })=&{\hat {e}}_{k}\times {\frac {\partial }{\partial x_{k}}}({\vec {t}}_{i}\otimes {\hat {e}}_{i})=\left({\hat {e}}_{k}\times {\frac {\partial {\vec {t}}_{i}}{\partial x_{k}}}\right)\otimes {\hat {e}}_{i}=\mathbf {0} \\&\rightarrow \quad {\hat {e}}_{k}\times {\frac {\partial {\vec {t}}_{i}}{\partial x_{k}}}={\vec {0}}\,,\quad i=1,2,3\end{aligned}}}
so dass also jeder Zeilenvektor rotationsfrei ist. Dann gibt es für jeden Zeilenvektor ein Skalarfeld {\displaystyle u_{i}}, dessen Gradient er ist:
{\displaystyle {\vec {t}}_{i}=\operatorname {grad} u_{i}\quad \rightarrow \quad \mathbf {T} ={\hat {e}}_{i}\otimes {\vec {t}}_{i}={\hat {e}}_{i}\otimes \operatorname {grad} u_{i}=\operatorname {grad} {\vec {u}}\,,}
denn der Gradient des Vektors {\displaystyle {\vec {u}}:=u_{i}{\hat {e}}_{i}} bildet sich gemäß:
{\displaystyle \operatorname {grad} {\vec {u}}:={\frac {\partial u_{i}}{\partial x_{k}}}{\hat {e}}_{i}\otimes {\hat {e}}_{k}={\hat {e}}_{i}\otimes {\frac {\partial u_{i}}{\partial x_{k}}}{\hat {e}}_{k}={\hat {e}}_{i}\otimes \operatorname {grad} u_{i}\,.}
Damit gilt die zweite Form des Lemmas:
| {\displaystyle \operatorname {rot} (\mathbf {T} ):=\nabla \times (\mathbf {T} ^{\top })=\mathbf {0} \quad \rightarrow \quad \exists {\vec {u}}\colon \mathbf {T} =\operatorname {grad} {\vec {u}}} |  | (II) |
| {\displaystyle \operatorname {rot} (\mathbf {T} ):=\nabla \times (\mathbf {T} ^{\top })=\mathbf {0} \quad \rightarrow \quad \exists {\vec {u}}\colon \mathbf {T} =\operatorname {grad} {\vec {u}}} |  | (II) |

Wenn zusätzlich die Spur des Tensors verschwindet, dann ist das Vektorfeld divergenzfrei:
{\displaystyle \operatorname {Sp} (\mathbf {T} )=\operatorname {Sp} ({\hat {e}}_{i}\otimes \operatorname {grad} u_{i})={\hat {e}}_{i}\cdot {\frac {\partial u_{i}}{\partial x_{k}}}{\hat {e}}_{k}={\frac {\partial u_{i}}{\partial x_{i}}}=\operatorname {div} {\vec {u}}=0\,.}
In diesem Fall berechnet sich mit dem Einheitstensor 1 = êj ⊗ êj:
{\displaystyle {\begin{aligned}\operatorname {rot} (\mathbf {1} \times {\vec {u}})=&{\hat {e}}_{k}\times {\frac {\partial }{\partial x_{k}}}[({\hat {e}}_{j}\otimes {\hat {e}}_{j})\times u_{i}{\hat {e}}_{i}]^{\top }={\frac {\partial u_{i}}{\partial x_{k}}}[{\hat {e}}_{k}\times ({\hat {e}}_{j}\times {\hat {e}}_{i})]\otimes {\hat {e}}_{j}\\=&{\frac {\partial u_{i}}{\partial x_{k}}}(\delta _{ik}{\hat {e}}_{j}-\delta _{jk}{\hat {e}}_{i})\otimes {\hat {e}}_{j}={\frac {\partial u_{i}}{\partial x_{i}}}{\hat {e}}_{j}\otimes {\hat {e}}_{j}-{\frac {\partial u_{i}}{\partial x_{j}}}{\hat {e}}_{i}\otimes {\hat {e}}_{j}\\=&-\operatorname {grad} {\vec {u}}\end{aligned}}}
und der Tensor {\displaystyle \mathbf {1} \times {\vec {u}}} ist schiefsymmetrisch:
{\displaystyle (\mathbf {1} \times {\vec {u}})^{\top }=({\hat {e}}_{i}\otimes {\hat {e}}_{i}\times u_{j}{\hat {e}}_{j})^{\top }=\epsilon _{ijk}u_{j}{\hat {e}}_{k}\otimes {\hat {e}}_{i}=-u_{j}{\hat {e}}_{k}\otimes {\hat {e}}_{k}\times {\hat {e}}_{j}=-\mathbf {1} \times {\vec {u}}}
Darin ist ϵijk = (êi × êj) · êk das Permutationssymbol. Mit {\displaystyle \mathbf {W} =-\mathbf {1} \times {\vec {u}}} folgt die dritte Form des Lemmas:
| {\displaystyle \operatorname {rot} (\mathbf {T} )=\mathbf {0} \;{\text{und}}\;\operatorname {Sp} (\mathbf {T} )=0\;\rightarrow \quad \exists \mathbf {W} \colon \mathbf {T} =\operatorname {rot} \mathbf {W} \;{\text{mit}}\;\mathbf {W} =-\mathbf {W} ^{\top }} |  | (III) |
| {\displaystyle \operatorname {rot} (\mathbf {T} )=\mathbf {0} \;{\text{und}}\;\operatorname {Sp} (\mathbf {T} )=0\;\rightarrow \quad \exists \mathbf {W} \colon \mathbf {T} =\operatorname {rot} \mathbf {W} \;{\text{mit}}\;\mathbf {W} =-\mathbf {W} ^{\top }} |  | (III) |

oder mit {\displaystyle \mathbf {W} =\mathbf {1} \times {\vec {u}}} und dem Nabla-Operator
| {\displaystyle \nabla \times (\mathbf {T} ^{\top })=\mathbf {0} \;{\text{und}}\;\operatorname {Sp} (\mathbf {T} )=0\;\rightarrow \quad \exists \mathbf {W} \colon \mathbf {T} =\nabla \times \mathbf {W} \;{\text{mit}}\;\mathbf {W} =-\mathbf {W} ^{\top }} |  | (III) |
| {\displaystyle \nabla \times (\mathbf {T} ^{\top })=\mathbf {0} \;{\text{und}}\;\operatorname {Sp} (\mathbf {T} )=0\;\rightarrow \quad \exists \mathbf {W} \colon \mathbf {T} =\nabla \times \mathbf {W} \;{\text{mit}}\;\mathbf {W} =-\mathbf {W} ^{\top }} |  | (III) |